# Erich Lohrmann
Erich Lohrmann (* 25. Mai 1931 in Esslingen am Neckar) ist ein deutscher Experimentalphysiker, der sich mit Elementarteilchenphysik befasst.
Lohrmann studierte in Stuttgart bei Erwin Schopper und in Bern bei Fritz Houtermans mit der Promotion 1956 in Stuttgart über Prozesse sehr hoher Energie in der kosmischen Strahlung. Als Post-Doktorand war er von 1956 bis 1958 an der Universität Frankfurt und von 1958 bis 1961 an der University of Chicago.
Ab 1962 lehrte Lohrmann Experimentalphysik unter besonderer Berücksichtigung der Physik hoher Energien an der Universität Hamburg, zunächst als Privatdozent, 1968/1969 als außerplanmäßiger Professor und anschließend als – von 1976 bis 1978 ordentlicher – Professor. 1996 wurde er emeritiert.
Parallel dazu forschte Lohrmann von 1961 bis 1973 am DESY. Dort amtierte er als Leitender Wissenschaftler und Forschungsdirektor. Er war unter anderem an der Vorstellung des HERA-Beschleunigers und dem Ausbau der Forschung mit Synchrotronstrahlung beteiligt. Auch nach seiner Emeritierung nahm er weiterhin an Experimenten bei DESY teil. 2009 veröffentlichte er ein Buch über die Geschichte von DESY. 2016 wurde er mit der Goldenen DESY-Ehrennadel ausgezeichnet.
Von 1976 bis 1978 war Lohrmann am CERN und war in dieser Zeit im CERN-Direktorium. 
Er brachte Standardlehrbücher zur Hochenergiephysik und zu statistischen und numerischen Methoden der Datenanalyse heraus.

## Schriften
- Einführung in die Elementarteilchenphysik, Teubner, 2. Auflage 1990
- Hochenergiephysik, Teubner, 5. Auflage 2005
- mit Volker Blobel: Statistische und numerische Methoden der Datenanalyse, Teubner 1998
- mit Paul Söding: Von schnellen Teilchen und hellem Licht: 50 Jahre Deutsches-Elektronen-Synchrotron DESY, Wiley/VCH 2009